# Världsmästerskapen i bågskytte 1932
Världsmästerskapen i bågskytte 1932 arrangerades i Warszawa i Polen mellan den 11 och 16 augusti 1932.

## Medaljsummering

### Recurve
| Event                      | Guld                                                    | Silver                                                  | Brons                                             |
| Mixed, individuell tävling | Laurent Reth (BEL)                                      | Zbigniew Kosinski (POL)                                 | Janina Kurkowska (POL)                            |
| Mixed, lag                 | Polen Zibigniew Kosinski Michal Sawicki Zygmunt Lotocki | Polen Janina Kurkowska Marja Krolowna Marja Trajdosowna | Frankrike Rene Maureau Maurice Denape Paul Demare |

### Medaljtabell
| Pl. | Nation    | Guld | Silver | Brons | Totalt |
| --- | --------- | ---- | ------ | ----- | ------ |
| 1   | Polen     | 1    | 2      | 1     | 4      |
| 2   | Belgien   | 1    | -      | -     | 1      |
| 3   | Frankrike | -    | -      | 1     | 1      |